# Драма (фільм)
«Драма» — радянський короткометражний телевізійний художній фільм 1960 року, режисера Германа Ліванова за однойменною повістю Антона Павловича Чехова .

## Сюжет
Павло Васильович, відомий літератор, був в передчутті бажаного відпочинку на дачі. Але до його невдоволення, від'їзд несподівано був затриманий появою дивної пані, яка відрекомендувалася його знайомою Мурашкіною. Мурашкіна входить в кімнату і слізно благає Павла Васильовича приділити їй півгодини, щоб потім висловити свою думку про написану нею нову драму «Про що співали солов'ї?». Нудне читання тривало так довго, що збожеволілий письменник з криком: «В'яжіть мене», — вдарив невдалого читця важким прес-пап'є. Суд присяжних виправдав його.

## У ролях
- Фаїна Раневська —  Мурашкіна, письменниця
- Борис Тенін —  Павло Васильович, відомий письменник

## Знімальна група
- Автор сценарію:  Герман Ліванов за оповіданням А. П. Чехова
- Режисер:  Герман Ліванов
- Оператор:  Марк Волинець